# BOOK☆WALKER
BOOK☆WALKER（ブックウォーカー）は、KADOKAWA傘下の株式会社ドワンゴが運営するAndroid/iOS・PC向け電子書籍配信サービス。

## 概要
2010年10月26日に角川グループホールディングス（現KADOKAWA KEY‐PROCESS）会長の角川歴彦が電子書籍配信事業への参入を発表し、同年12月3日にはiOS向けに先行配信が開始された。
2011年4月21日よりAndroid向け、同年12月14日よりPC向け（販売のみ）のサービスを開始した。サービス開始当初はKADOKAWAグループの出版社が発行する電子書籍のみが配信されていたが、2011年12月にソフトバンククリエイティブが参入したことを皮切りに他社作品の配信も開始し、2013年9月現在ではKADOKAWAグループ外の出版社の作品が全体の約70%を占めている。また、ページデザインについては当初のラインナップの大半がライトノベルであったためにライトノベル中心だったが、その後にコミック、文芸・専門書の配信が増加したため、2013年9月11日に一新した。
ニコニコ静画（電子書籍）やBookLive!、ブックパスといった、競合する電子書籍配信サービスでの角川グループ のコンテンツ購入履歴の共有も実現されている。電子書籍フォーマットは当初ドットブック形式を使用していた が、2012年12月6日に電子書籍の国際標準規格であるEPUB3.0の使用を開始した。これにより、PCでの電子書籍の閲覧が2013年2月7日から可能となった。
2012年12月には日本国内に在住する繁体字読者向けに繁体字中国語版サイトとして「BOOK☆WALKER中文館」をオープン。
2015年秋には英語版サイトとして『BookWalker Global』をオープン。漫画やライトノベル等の英訳版を販売しており、中には『戦うパン屋と機械じかけの看板娘』『りゅうおうのおしごと!』など、英語版の独占出版権を取得しているものもある。
2016年2月15日には繁体字中国語版サイトを正式オープン。
2016年12月5日雑誌定額読み放題サービスマガジン☆WALKERを開始 した。開始当初は漫画誌、一般誌含めて参加出版社6社、配信媒体数は週刊誌、女性誌など21誌、マンガ誌9誌でのスタートになったが、2018年6月時点で参加出版社数は27社、配信媒体数は、マンガ誌41誌、ゲーム・アニメ・声優誌11誌、一般誌37誌までサービスを拡大していたが、2020年3月31日でサービス提供終了。
2019年12月3日文庫・小説の定額読み放題サービス『角川文庫・ラノベ読み放題』の提供を開始。 サービス開始から2ヶ月間は無料期間を設定した。
2020年4月1日にはマガジン☆WALKERに変わる新たな定額制サービスとして『BOOK☆WALKER マンガ・雑誌 読み放題』を提供開始。マンガ雑誌約60誌、ゲーム、アニメ、声優誌10誌、マンガ単行本5,000冊以上を配信。
2023年3月28日には、タイ語版サイトとして「BOOK☆WALKER Thailand」をオープン。

## BOOK☆WALKERコイン
2014年10月1日より提供開始された制度。コインの付与率は購入金額（税抜）の1%となり1コイン=1円での商品購入できる。
BOOK☆WALKERのWebストアとアプリストアで有料商品を購入することでポイントが貯まる。 
また、購入日から5ヶ月後の月末までに利用しないとコインは自動失効となる。ただし、サービスによりその期間が短くなる場合もある。

### ランク制度
ポイント制度からコイン制度に変更になるタイミングで新たにランク制度が2014年10月1日に導入された。これは購入金額に応じてランクが分けられており通常購入で付与されるコインに上乗せする形で提供される。
サービス開始当初は『プレミアムクラブ』として提供されていたが、2018年1月、ランクをより細分化し新たに『ブックウォーカークラブ』に名称変更された。
(2020年5月現在)
| ランク     | 条件                                       | 特典 |
| ---------- | ------------------------------------------ | ---- |
| ジョーカー | 生涯購入金額900万円以上                    | 18％ |
| エース     | 前月購入金額8万円以上かつ新着作品6千円以上 | 18%  |
| キング     | 前月購入金額4万円以上かつ新着作品4千円以上 | 15%  |
| クイーン   | 前月購入金額2万円以上かつ新着作品2千円以上 | 12％ |
| ジャック   | 前月購入金額1万円以上かつ新着作品1千円以上 | 8％  |
| レギュラー | 前月購入金額5千円以上                      | 5％  |
| ライト     | 前月購入金額2千円～5千円未満               | 3％  |

### ポイント制度
かつて存在した制度。BOOK☆WALKERのWebストアとアプリストアで有料商品を購入することでポイントが貯まる。 2014年4月末までは購入金額(税抜)の5％が付与されていたが、同年5月より購入金額（税抜）の2%が付与されるよう変更された。
ポイントを利用した商品購入は不可であり、ポイントに応じたWebmoney付きを含むきせかえ本棚との交換などに利用できる。
2014年4月22日にポイント制度の変更を同年冬以降と発表 され、同年8月8日、BOOK☆WALKERコインに変更されることが発表された。
ポイントの付与は9月30日をもって終了し、その半年後の2015年3月31日にポイントが失効したことでポイント制度は提供終了となった。

## 配信出版社一覧
2020年5月現在。 配信出版社1112社

### KADOKAWA社内ブランド
- KADOKAWA Game Linkage
- KADOKAWA
  - アスキー・メディアワークス[27]
  - エンターブレイン(KADOKAWA・DWANGO)[27]
  - 角川学芸出版[27]
  - 角川書店[27]
  - 角川マガジンズ[27]
  - 中経出版[27]
  - 富士見書房[27]
  - メディアファクトリー[27]

### KADOKAWAグループ
- 角川メディアハウス
- ブックウォーカー
- 台灣角川書店
- 角川アスキー総合研究所
- 角川文化振興財団
- ムービーウォーカー
- 汐文社
- 毎日が発見

### 角川グループ外
- @JAM / booklista
- A-GRIO
- BABジャパン
- BANSEISHA
- Bell Power社
- Big Fields Publishing
- CMP
- G.B.
- JTBパブリッシング
- KATTS
- M.B.D メディアブランド
- magnetic G
- NHK出版
- NTT出版
- PAD
- PHP研究所
- PIE CUT EYE
- qap
- WAVE STUDIO
- アース・スター エンターテイメント
- アイオンコミックオリジナル
- アイプロダクション(MAHK)
- アイマックス
- あおば出版
- アキバ書房
- あすなろ書房
- いかだ社
- インタープレイ
- インプレス
- ウィック・ビジュアル・ビューロウ
- エヌ・ティ・ティ・ソルマーレ
- エフビー
- エムオン・エンタテインメント
- オークラ出版
- オーバーラップ
- オフィスケー
- かもがわ出版
- ガリバープロダクツ(インプレス)
- かんき出版
- キルタイムコミュニケーション
- グリード
- クロスメディア・パブリッシング(インプレス)
- コアマガジン
- コーエーテクモゲームス
- コスミック出版
- コスモスライブラリー
- ゴマブックス
- コルク
- コンポジラ
- サークルチェンジ
- サード・ライン
- サイゾー
- さきたま出版会
- サクセス
- さくら舎
- サンマーク出版
- サンライズ出版
- ジェイ・キャスト
- シガリロ
- シュークリーム
- シロクマ社
- スクウェア・エニックス
- ストレン
- すばる舎
- セブン&アイ出版
- ソニー・ミュージックエンタテインメント
- SBクリエイティブ/スクウェア・エニックス
- ソフトバンク コマース&サービス
- タオ
- たちばな出版
- デジタルピーチ
- トライブレインカンパニー
- ノース・スターズ・ピクチャーズ
- ハーレクイン(コミック)
- ひかりのくに
- ビンワード
- ファットキャット
- フクモトプロダクション
- ブックマン社
- ブライト出版
- フランス書院
- ブルーロータスパブリッシング(インプレス)
- フレーベル館
- プレクサス
- フロンティアワークス
- ぶんか社
- ベネッセコーポレーション
- ホーム社
- ポニーキャニオン
- ホビージャパン
- ポプラ社
- ポリメディア
- マイクロマガジン社
- マイルスタッフ(インプレス)
- マガジンハウス
- マッグガーデン
- マトマ出版
- ミリオン出版/大洋図書
- メディアックス
- メディカルトリビューン(インプレス)
- モバイルメディアリサーチ
- ヤマハミュージックメディア
- ユーキャン
- ラインコミュニケーションズ
- リイド社
- ワニブックス
- ワニマガジン社
- 亜紀書房
- 茜新社
- 一迅社
- 一二三書房
- 榎本事務所
- 旺文社
- 沖縄タイムス
- 下野新聞社
- 化学同人
- 河出書房新社
- 海王社
- 海事プレス社
- 海竜社
- 学研
- 笠間書院
- 笠倉出版社
- 岩崎書店
- 岩手日報社
- 共同通信社
- 共立出版
- 近代美術
- 鶏卵肉情報センター
- 芸術新聞社
- 月刊デジタルファクトリー
- 五百十
- 光彩書房
- 光文社
- 弘文堂
- 講談社
- 彩雲出版
- 彩図社
- 彩文館出版
- 彩流社
- 山と溪谷社(インプレス)
- 山陰中央新報社
- 山口県立大学国際文化学部
- 山川出版社
- 自由国民社
- 実業之日本社
- 主婦と生活社
- 主婦の友社
- 手塚プロダクション
- 秋田魁新報社
- 秋田書店
- 読書人
- 集英社
- 集英社インターナショナル
- 集英社クリエイティブ
- 小学館
- 少年画報社
- 彰国社
- 昭文社
- 祥伝社
- 心交社
- 新教出版社
- 新婚さんいらっしゃい!
- 新書館
- 新星出版社
- 諏訪書房（ノラ・コミュニケーションズ）
- 西日本出版社
- 青空文庫
- 青林堂
- 青菁社
- 静岡新聞社
- 全国障害学生支援センター
- 双葉社
- 早川書房
- 太田出版
- 大誠社
- 辰巳出版
- 竹書房
- 筑波書林
- 筑摩書房
- 中央公論新社
- 中日新聞社
- 宙出版
- 朝日出版社
- 朝日新聞出版
- 東奥日報社
- 東京書籍
- 東京創元社
- 東京漫画社
- 東日本放送
- 東洋経済新報社
- 徳間書店
- 読売新聞社
- 二見書房
- 日本実業出版社
- 日本文教出版
- 日本文芸社
- 白水社
- 白泉社
- 八重洲出版
- 浜島書店
- 扶桑社
- 福井新聞社
- 文藝春秋
- 平凡社
- 報知新聞社
- 芳文社
- 北海道新聞社
- 北日本新聞社
- 毎日新聞出版
- 佐藤漫画製作所
- 鈴木出版
- 惑惑星
- 廣済堂出版
- エイ出版社
- 1月と7月
- 3E
- 69ロッキュー
- A-1 Pictures
- A-KAGURA
- ALBA
- AMG出版
- any
- ASプロジェクト
- A-WAGON
- A-WAGON R
- BBコミック
- BCCKS
- Benjanet
- Bevy
- Billet-doux
- BIRGDIN BOARD Corp.
- BL恋組
- BookWay
- B-PRINCE文庫
- BReNt- ブレイン リサーチ ネットワーク
- Bコミ
- CCCメディアハウス
- CEO GROUP
- CLAPコミックス
- cocon
- CoMax
- comico
- COMIC維新
- CWS Brains
- ＤＢジャパン
- DECinc
- DeNIMO
- DM-FC
- dZERO（インプレス）
- ebookjapan plus
- eEHON コミックス
- e-NOVELS
- EUROMANGA
- EVOパブリッシング
- eXism Short Magazine
- ｅ文庫
- FLONTIER COMICS
- forcs
- G2Comix
- G2Comix(SRM)
- GANMA!
- good.book(NextPublishing)
- GOT
- HEW
- highstone, Inc.
- HIMEクリグリーン
- HIMEクリピンク
- HIMEクリブルー
- IBCパブリッシング（インプレス）
- ICE
- Infinity Books
- IRIEnovel
- ISSUISHA
- IT創研
- JBPress（インプレス）
- J-FIC
- JUPIMAR
- Jコミックテラス
- LINE
- LINE Digital Frontier
- MAHK/グループ・ゼロ
- MangaX
- miere
- milestaff
- Milkyway
- MTEX
- MUGENUP
- n2project
- NEGA
- NIKI
- NINO
- NPO法人放送批評懇談会
- OnDeck Books(NextPublishing)
- OrangeVox
- P.A.BOOKS
- Parasol
- Piccomics
- PLANTOPIA
- PsycheLoss
- QH映像
- Reader Store / コミックマズル
- ROOTMEDIA
- Rush！
- SANKO-SHA
- SANTASTIC!ENTERTAINMENT
- SBクリエイティブ
- SCRAP出版
- SDP
- Sho Studio
- SMART GATE Inc.
- SNP
- solaru(NextPublishing)
- Sparklight Comics
- STANDARD MAGAZINE
- STDパブリッシング
- TAC出版
- TechShare
- Tiramisu
- TKC出版
- TL ボンボンショコラ文庫
- TL◆蜜姫文庫チュチュ
- TMEプラス
- TMEプラス/ウィルクリエイション
- TME出版
- Tokyo Metropolitan Government
- TOブックス
- TYPE-MOON
- UMAJIN
- VIVID CONTENT LLC
- Vスクロールコミックス
- Wave Laboratory
- WPOP
- YellowBirdProject
- ZITTO
- アースゲート
- アートダイバー
- アイエムエー
- アイオーエム
- アイジーエー出版
- アイデア出版
- アイデジタルパブリッシング
- アイテック
- アイマックス
- アイロゴス
- アカシックライブラリー
- アガリ総合研究所
- アクリコミック
- あさ出版
- アスク・ヒューマン・ケア
- アストロアーツ
- アチーブメント出版
- アットマーククリエイト
- アド・グッド
- アドスリー
- アドレナライズ
- アニカ
- アノニマ・スタジオ
- アフォガードコミックス
- アマゾナイトノベルズ
- アマリリスコミックス
- アムコミ
- アメイロ
- アリアンローズ
- アルク
- アルテスパブリッシング
- アルファポリス
- アルリオーネ
- アロマコミック
- アンジェラ文庫
- イースト・プレス
- イード
- イカロス出版
- イザラ書房
- いそっぷ社
- イマーゴ
- イマジン出版
- いるかネットブックス
- インターフェース
- インターメディカ
- インテルフィン
- インプレスR&D(NextPublishing)
- インプレスジャパン(NextPublishing)
- ヴァニラ文庫
- ヴァンタス
- ウィンブル
- ウーコミ！
- ウェッジ
- エアポートTVネットワークジャパン
- エイガアルライツ
- エー・ビー・エンターテイメント
- エースオブハーツ
- エコーズ
- エスシーシー
- エスデジタル
- エデュケーショナルネットワーク
- エヌ・ティー・エス
- エフジー武蔵
- エブリスタ
- エムディエヌコーポレーション
- エムトリックス
- エムピージェー
- エル書房
- エンパワーリング
- オーム社
- オキナワグラフ社
- おきなわ文庫
- オトメチカ出版
- オフィス漫
- オリオンブックス
- オレンジページ
- カーグラフィック
- ガイア・オペレーションズ
- ガイアブックス
- ガイドワークス
- カゲキヤ出版
- かざひの文庫
- カトリック中央協議会
- カナリアコミュニケーションズ
- カノン・クリエイティブ
- からだにいいこと
- ガリバープロダクツ（インプレス）
- カンゼン
- キニナルブックス
- キビダンゴプロジェクト/ BookLive!Artstudio
- ギミック
- キャスコミ
- キャスティーン
- キャスラブ
- ギャラクシーブックス
- キャンプ
- キリスト新聞社
- キリブックス
- キングベアー出版
- クイン出版
- グーグル株式会社
- グーテンベルク２１
- グスコー出版
- くもん出版
- クラーケン
- グラウンドワークス
- グラビア学園
- クリーク・アンド・リバー社
- クリエイティブエンタテインメント
- クリベロン／リイド社
- グループ・ゼロ
- くるみ舎
- クレヴィス
- クレヨンハウス
- グローバルゴルフメディアグループ
- クロスメディア・パブリッシング （インプレス）
- クロスメディア・パブリッシング(NextPublishing)
- クロスメディア・マーケティング（インプレス）
- クロスメディア・ランゲージ（インプレス）
- ケイオス出版
- ゲンロン
- コアミックス
- ごきげんビジネス出版
- ココカラコミックス
- コスモ2*
- コスモス・ライブラリー
- コミチャン
- コミックダイス
- コミックチャンプル―
- コミックハウス
- コミディア
- ゴルフダイジェスト社
- コンデナスト・ジャパン
- コンパス
- コンフォート
- サイエンスハウス
- サイバーブックス
- さいはて社
- さくら社
- サテマガ・ビー・アイ
- サテライト
- サンクチュアリ出版
- サンパウロ
- シー・エー・ピー
- シーアンドアール研究所
- ジーウォーク
- シーエムシー出版
- シーズ・プランニング
- シーラボ
- ジーレックスジャパン
- ジェイ・インターナショナル
- ジェイ・リサーチ出版
- シティブックス
- シネマトゥデイ
- ジャイブ
- シャスタインターナショナル
- ジャパンプリント株式会社
- ジャパンマシニスト
- ジャパンライフデザインシステムズ
- ジャムハウス
- ジャン・ジャック書房
- シャングリラ出版
- ジュネット
- ジュリアンパブリッシング
- ショコラシュクレデジタル
- スキマ
- スクリーモ
- スコラマガジン
- スターツ出版
- スタイルノート
- スタジオC.I
- スタジオMS
- スタンド・ブックス
- ステップラボ
- ステレオサウンド
- スポーツニッポン新聞社
- スマートゲート
- スリーエーネットワーク
- セールス手帖社保険ＦＰＳ研究所
- せせらぎ出版
- セメントジャーナル社
- ソウゴウキカク
- ソニー・デジタルエンタテインメント・サービス
- ソニー・ミュージックアーティスツ
- ソルマーレ編集部
- ダアティ出版
- タイフーン・ブックス・ジャパン
- ダイヤモンド社
- タウン情報全国ネットワーク
- タオラボ
- たかだ書房
- たま出版
- ダリアmix文庫
- ダリア文庫e
- チーム医療
- ちちのや
- チャンスドライブ
- ツギクル
- つり人社
- デアゴスティーニ･ジャパン
- ディアステージ
- ディー・エヌ・エー
- ディープラブ文庫
- デイジーコミックス
- ディスカヴァー・トゥエンティワン
- ディスカバー・ジャパン
- ティズム出版
- デジカタ編集部
- デジタルブックファクトリー
- テッパン書房
- ドゥ・ハウス(NextPublishing)
- どう出版
- とらいあんぐる！
- トラスト・ツー
- トランスワールドジャパン
- ドワンゴ
- ナイトコミック
- ながさきプレス
- ナツメ社
- ナレッジオンデマンド
- ナンバーナイン
- ニトロプラス
- ニューズピックス
- ニュース企画
- ニューメディアプレス
- ネコ・パブリッシング
- ノクスノベルス
- ハースト婦人画報社
- はぁとふる書房
- ハーパーコリンズ・ジャパン
- ハーレクイン（小説）
- ハウスキーピング協会
- バジリコ
- ハニーライン
- パブリッシングリンク
- パラダイム
- パルソラ
- ぱる出版
- パレード
- バンダイナムコアーツ
- パンローリング
- ぴあ
- ピアノワゴン合同会社
- ビーグリー
- ピーチピンク
- ビーナイス
- ヒーローズ
- ビイング・ネット・プレス
- ビオ・マガジン
- ピクティオ
- ビジネス社
- ビジョン出版
- ビズビズコミックス
- ピッチコミュニケーションズ
- ピンクパイナップル
- ファーイースト・アミューズメント・リサーチ
- ファーストレディ
- ファット・キャット
- ファミマガ製作委員会
- ファンギルド
- ブイツーソリューション
- フィリア文庫
- フィルムアート社
- フェアベル
- フェアリー
- フェイス・ワンダワークス
- ブシロードメディア
- プチ・レトル
- ブックウォーカー
- ブックバーガー
- ブックブライト
- ブティック社
- ふゅーじょんぷろだくと
- フューチャーコミックス
- フラーム
- フラウス
- ふらんす堂
- プランタン出版
- ブリジットブックス
- ブリック出版
- ブレイン リサーチ ネットワーク
- プレジデント社
- プレステージ出版
- ブレストストローク
- プレスポート
- フレックスコミックス
- プロダクションベルスタジオ
- ベストセラーズ
- ベターホーム出版局
- ベレ出版
- ペンコム（インプレス）
- ボアソルチマネジメント
- ボイジャー
- ボイジャー・プレス
- ポエムピース
- ボーダーインク
- ポット出版
- ボブとアンジーebook
- ほぼ日
- マーマレード文庫
- マール社
- マイカ
- マイナビ出版
- マイルスタッフ（インプレス）
- マガジン・マガジン
- マガジンランド
- マキノ出版
- まちごとパブリッシング
- まどか出版
- マドンナ社
- マネジメント社
- まんがびと
- みくに出版
- ミスターブルー
- ミズノオフィス
- みつ*まめ
- ミナトプロ/エムズ
- みなみ出版
- ミネルバ
- みらいパブリッシング
- ミリオン・スマイル
- むう工房
- メイツ出版
- メディアイランド
- メディアソフト
- メディアチューンズ
- メディア総合研究所
- メディカルトリビューン（インプレス）
- メディカルレビュー社
- メディカ出版
- ユーフォーブックス
- ユサブル
- ライツ社
- らいとすたっふ
- ライトリーズン
- ライフサイエンス出版
- らいむもーど
- ラウンドフラット
- ラトルズ
- ラブリィキス文庫
- ラボラトリー・エイト
- リットーミュージック
- リトルモア
- リバプール
- リブレ
- ルナマリア
- ルネコミック
- ローリングココナッツ
- ロゼッタストーン
- ロマンチカ出版
- ワイン王国
- ワック
- ワニデジタル
- 亜璃西社
- 愛育社
- 旭屋出版
- 葦津事務所
- 以文社
- 医療科学社
- 一彩出版
- 一兎舎
- 印刷学会出版部
- 英光社
- 英治出版
- 英和出版社
- 艶恋ベローナ文庫
- 遠見書房
- 乙女ドルチェ・コミックス
- 音楽之友社
- 仮説社
- 伽楽可楽
- 河合楽器製作所 出版部（カワイ出版）
- 河川財団
- 芽ばえ社
- 快感ドラッグ
- 快感倶楽部
- 海青社
- 皆美社
- 絵本塾出版
- 垣内出版
- 角川春樹事務所
- 閣文社
- 学芸出版社
- 学事出版
- 学陽書房
- 楽楽出版
- 笠倉出版社（インプレス）
- 関東図書
- 岩崎学術出版社
- 岩崎電子出版
- 岩波書店
- 機関紙連合通信社
- 戯作舎
- 吉備人出版
- 久保書店
- 宮帯出版社
- 汲古書院
- 京阪神エルマガジン社
- 京都書房
- 共同通信社
- 共同文化社
- 共立出版
- 協同出版
- 玉川大学出版部
- 近代セールス社
- 近代映画社
- 近代科学社
- 近代出版
- 近代文藝社
- 金港堂出版部
- 金子書房
- 銀の鈴社
- 銀行研修社
- 九九舎
- 駒草出版（インプレス）
- 薫白竜株式会社
- 径書房
- 経営塾
- 経済界
- 劇画王
- 激ちゅぱっ
- 建築資料研究社
- 建帛社
- 研究社
- 幻冬舎
- 幻冬舎コミックス
- 幻冬舎メディアコンサルティング
- 源草社
- 玄光社
- 現代書林
- 言視舎
- 五月書房新社
- 悟空出版
- 梧桐書院
- 語学春秋社
- 語研
- 交通新聞社
- 交友社
- 光村推古書院
- 光文堂コミュニケーションズ
- 幸福の科学出版
- 弘報印刷出版サービスセンター
- 恒星社厚生閣
- 晃洋書房
- 荒川インターネット合同会社
- 行舟文化
- 講談社エディトリアル
- 高陵社書店
- 合同出版
- 国土社
- 黒ひめコミック
- 黒薔薇ミエーレ文庫
- 佐藤漫画製作所
- 左右社
- 彩雲出版
- 彩風社
- 財界研究所
- 作品社（インプレス）
- 桜の花出版
- 桜雲社
- 三栄
- 三笠書房
- 三才ブックス
- 三修社
- 三省堂
- 三宝出版
- 山と溪谷社(NextPublishing)
- 山と溪谷社（インプレス）
- 山梨日日新聞社
- 産学社
- 産業編集センター
- 産経新聞社
- 子どもの未来社
- 詩想社
- 時事通信社
- 時事通信出版局
- 滋慶出版 つちや書店
- 自由国民社（インプレス）
- 七つ森書館
- 七彩社
- 実務教育出版
- 柴田書店
- 写メっ娘！コスっ娘！
- 社会批評社
- 収穫社
- 秀麗出版
- 秀和システム
- 秋水社/MAHK
- 秋水社ORIGINAL
- 秋田魁新報社
- 縦横中文網
- 出窓社
- 出版NPOフェスティナレンテ
- 出版ワークス
- 出版芸術社
- 出版文化社
- 春風社
- 春陽堂書店
- 駿河台出版社
- 旬報社
- 書苑新社
- 女子パウロ会
- 女子栄養大学出版部
- 小学館クリエイティブ
- 小学館集英社プロダクション
- 小池書院
- 少年画報社/Shonen Gahosha
- 少年画報社/ビーグリー
- 少年写真新聞社
- 晶文社
- 松文館
- 裳華房
- 象の森書房
- 上毛新聞社
- 上野法律セミナー
- 信濃毎日新聞社
- 新ハイキング社
- 新潟日報事業社
- 新紀元社
- 新興出版社啓林館
- 新講社
- 新樹社
- 新水社
- 新潮社
- 新曜社
- 新葉館出版
- 晋遊舎
- 神宮館
- 神社新報社
- 図書出版 海鳥社
- 図書文化社
- 数研出版
- 世界文化社
- 星湖舎
- 清流出版
- 生産性出版
- 西東社
- 誠信書房
- 誠文堂新光社
- 青弓社
- 青春出版社
- 青泉社
- 青土社
- 静山社
- 税務経理協会
- 赤ちゃんとママ社
- 泉書房
- 全音楽譜出版社
- 素朴社
- 創英社/三省堂書店
- 創芸社
- 創芸出版
- 創元社
- 創拓社出版
- 創風社出版
- 双葉社/秋水社
- 早稲田大学出版部
- 総合法令出版
- 太平洋パブリッシング
- 太陽出版
- 太陽堂出版
- 大学教育出版
- 大空出版
- 大阪大学出版会
- 大都社/秋水社
- 大都社/少年画報社
- 大日本絵画
- 大分合同新聞社
- 大洋図書
- 大和書房
- 第一プログレス
- 第一法規
- 第三文明社
- 淡交社
- 知玄舎
- 地域開発研究所
- 地湧社
- 中央経済社
- 中央法規出版
- 中西出版
- 中日新聞社
- 著者センター
- 朝日学生新聞社
- 潮出版社
- 潮出版社/usio publishing
- 潮書房光人新社
- 長崎新聞出版室
- 柘植書房新社
- 鉄人社
- 鉄筆
- 天海社
- 天池&パートナーズ税理士事務所
- 天夢人
- 天来書院
- 展望社
- 電書バト
- 電波技術協会
- 電波社
- 電波新聞社
- 刀水書房
- 東音企画
- 東海大学出版部
- 東京新聞
- 東京電機大学出版局
- 東京都
- 東京堂出版
- 東銀座出版社
- 東山書房
- 東方出版（大阪）
- 東洋出版
- 桃山堂
- 騰訊動漫
- 読書人
- 内外出版社
- 内閣サイバーセキュリティセンター
- 虹有社
- 虹有社
- 日刊スポーツ新聞社
- 日経BP
- 日経BPコンサルティング
- 日経HR
- 日経ナショナル ジオグラフィック社
- 日経メディカル開発
- 日東書院本社
- 日之出出版
- 日販アイ・ピー・エス
- 日本・精神技術研究所
- 日本ヴォーグ社
- 日本キリスト教団出版局
- 日本コンサルタントグループ
- 日本ジャーナル出版
- 日本印刷技術協会
- 日本写真企画
- 日本地域社会研究所
- 日本電気協会新聞部
- 日本能率協会マネジメントセンター
- 日本理工出版会
- 日本林業調査会
- 日蓮宗新聞社
- 熱っPO
- 燃焼社
- 能登印刷出版部
- 柏書房
- 白夜書房
- 八千代出版
- 八木書店
- 伴想社
- 飯塚書店
- 飛鳥新社
- 百葉舎
- 評言社
- 婦人之友社
- 芙蓉書房出版
- 武蔵野美術大学出版局
- 武蔵野美術大学出版局
- 風媒社
- 風濤社
- 復刊ドットコム
- 文一総合出版
- 文園社
- 文響社
- 文芸社
- 文友舎
- 文理
- 文溪堂
- 文眞堂
- 文眞堂
- 保育社
- 宝島社
- 方丈社
- 法研
- 法律文化社
- 法藏館
- 萌書房
- 北海道大学出版会
- 北星社
- 北辰堂出版
- 北國新聞社
- 本願寺出版社
- 毎日ワンズ
- 万来舎
- 蜜愛セレナーデ文庫
- 夢幻燈コミックス
- 夢中文庫
- 明鏡舎
- 木楽舎
- 悶々堂
- 誘惑Ｓ革命
- 夕霧文庫
- 余美太伊堂文庫
- 揺籃社
- 梨の木舎
- 理論社
- 里中プロダクション
- 琉球企画
- 琉球新報社
- 留学ジャーナル
- 旅と思索社
- 旅行人
- 緑書房
- 臨川書店
- 麗澤大学出版会
- 恋姫☆文庫ミーティア
- 労務行政
- 浪速社
- 六一書房
- 偕成社
- 翔泳社

## レーベル一覧
2014年6月現在。

### ライトノベル
- Battleship Novels
- Blue Gates
- C★NOVELS Mini
- C★NOVELSファンタジア
- GA文庫
- GCノベルズ
- HJ文庫
- impress QuickBooks
- Kadokawa Fantastic Novels
- KCG文庫
- KCデラックス
- LINE NOVEL
- Magazine Novels
- MFブックス
- MF文庫J
- REKIGUNジュニア文庫
- SD名作セレクション（テキスト版）
- SuperLite文庫
- TOブックス
- YA!ENTERTAINMENT
- アニメディアブックス
- いるかネットブックス
- ヴァニラ文庫
- オーバーラップ文庫
- おどろんノベルス
- ガガガ文庫
- ガガガ文庫R
- きせかえ本棚
- 創芸社クリア文庫
- スマッシュ文庫
- ソノラマノベルス
- ダッシュエックス文庫DIGITAL
- ティアラ文庫
- ドラゴンコミックスエイジ
- ビーズログ文庫
- ファミ通文庫
- フィリア文庫
- ぽにきゃんBOOKS
- メガミ文庫
- 一迅社文庫
- 一迅社文庫アイリス
- 角川コミックス・エース
- 角川スニーカー文庫
- 角川つばさ文庫
- 角川ビーンズ文庫
- 角川単行本ライトノベル
- 講談社Birth
- 講談社BOX
- 講談社X文庫
- 講談社X文庫ホワイトハート
- 講談社キャラクター文庫
- 講談社ラノベ文庫
- 桜ノ杜ぶんこ
- 集英社コバルト文庫
- 集英社スーパーダッシュ文庫
- 朝日ノベルズ
- 朝日新聞出版
- 電撃文庫
- 富士見ドラゴンブック
- 富士見ファンタジア文庫
- 惑惑星文庫

### コミックス
- 4コマKINGSぱれっとコミックス
- A.L.C. DX
- A.L.C. SELECTION
- Akita Comics
- Akita Documentary Collection
- Akita Essay Collection
- AmieKC
- AneLaLa
- BE LOVE KC
- BFPコミック
- B's-LOG COMICS
- B's-LOGコミックス
- COMIC SEED!
- COMIC@LOID
- COMIC魔法のiらんど
- ease COMICS
- e-moca
- GA文庫
- GOLFコミック
- Gファンタジーコミックス
- GファンタジーコミックスSUPER
- highstone comic
- HONWARA Comics
- ISSUISHA
- JOURすてきな主婦たち
- Kadokawa Comics Boy Series
- K-BOOK Memorial Comics
- KC Kiss
- KCGコミックス
- KCx(ARIA)
- KCx(ITAN)
- KCスペシャル
- KCデザート
- KCデラックス
- KCなかよし
- KCフレンド
- KCボンボン
- KCミミ
- KoiYui（恋結）
- KTCワイドコミックス
- LaLa
- LaLaDX
- LaLaメロディonline
- MAX COMICS DX
- MBコミックス
- MDコミックス
- Meコミックス
- MFコミックス
- MIU COMICS
- Miu comics DX
- Next
- OHZORA名作劇場
- PASH!COMICS
- PHPコミックス
- PRIMERO（プリメロ）
- PRINCESS COMICS DX
- REXコミックス
- SG ドキュメントコミックス
- SGコミックス
- Silky
- SPA! Comics
- SPコミックス
- SUSPERIA MYSTERY
- TECHGIAN STYLE
- TSコミックス
- WANIMAGAZINE COMICS
- WEBアクション
- ZERO-SUMコミックス
- アース・スターコミックス
- アールコミックス
- あおばコミックス
- あすかコミックス
- あすかコミックスCL-DX
- あすかコミックスDX
- アッパーズKC
- アッパーズKCDX
- アフタヌーン
- アフタヌーンKC
- アフタヌーンKCDX
- アルカナコミックス
- イブニングKC
- イブニングKCDX
- ヴァルキリーコミックス
- ウィングス・コミックス
- ウィングス・コミックス・デラックス
- ウィングス・コミックス文庫
- エトワール★コミック
- エモーションコミックス
- オーバーラップコミックス
- おためしガンガン
- オヤジズム
- カドカワデジタルコミックス
- カプ本コミックス
- ガムコミックス
- ガムコミックスプラス
- ガンガンWINGコミックス
- ガンガンコミックス
- ガンガンコミックスIXA
- ガンガンコミックスJOKER
- ガンガンコミックスONLINE
- ガンガンコミックスデラックス
- キャンドルコミックス
- きらら16コミックス
- クイーンズコミックスDIGITAL
- グランドチャンピオンコミックス
- ゲートアッシュ
- ゲートアッパー
- ココカラコミックス
- コミックCawaii!
- コミックアライブ
- コミックエッセイ
- コミックジーン
- コミックすもも
- コミックハイ!
- コミックフラッパー
- コミック電撃だいおうじ
- コルク
- コンペイトウ書房
- サスペンス＆アクション
- ジャパマンガ
- ジャンプコミックスDIGITAL
- シリウスKC
- シルフコミックス
- ゼノンコミックス
- ゼロコミックス
- ソノラマコミックス
- ソノラマコミック文庫
- ソラルル
- ダ・ヴィンチブックス
- ダンガン・コミックス
- チェンジH
- チャンピオンREDコミックス
- ドラゴンコミックスエイジ
- トラスト・ツー
- ナックルズ  the BEST
- ニチブンコミックス
- ニチブンコミックス SH comics
- ニュータイプ100%コミックス
- ねこぱんち
- ねこぷにコミックス
- ハッピーウーマンのつくり方
- ハロウィン少女コミック館
- バンブーコミックス
- バンブーコミックス 4コマセレクション
- バンブーコミックス MOMOセレクション
- バンブーコミックス WIDE版
- バンブーコミックス WINPLUSセレクション
- バンブーコミックス WINセレクション
- バンブーコミックス エッセイセレクション
- バンブーコミックス すくパラセレクション
- ビームコミックス
- ビームコミックス（ハルタ）
- ピザッツ
- ビッグガンガンコミックス
- ビッグガンガンコミックスSUPER
- ひとみコミックス
- ファミ通Books
- ファミ通クリアコミックス
- ファミ通文庫
- フィールコミックス
- プラチナコミックス
- プリンセス・コミックス
- プリンセス・コミックス　プチプリ
- プレイコミック・シリーズ
- ブレイドコミックス
- プロジェクトX挑戦者たち
- ぶんか社コミックス
- ぶんか社コミックス ホラーMシリーズ
- ボニータ・コミックス
- ボニータ・コミックスα
- ボニータイブコミックス
- ボニータコミックス・SPECIAL
- ホビー書籍部
- ホラーコミックス
- ホラーコミックススペシャル
- ほんとにあった怖い話コミックス
- マーガレットコミックスDIGITAL
- マガジンZKC
- マジキューコミックス
- マッグガーデンコミックス コミックエッセイシリーズ
- マッグガーデンコミックスavarusシリーズ
- マッグガーデンコミックスBeat'sシリーズ
- マッグガーデンコミックスEDENシリーズ
- まんがタイムKRコミックス
- まんがタイムきらら
- まんがタイムきららフォワード
- まんがタイムコミックス
- まんがタウン
- マンガ日本の歴史
- マンサンQコミックス
- マンサンコミックス
- ミスターマガジンKC
- ミリオンコミックス
- メロディ
- メンズアクション
- モーニング・ツー
- モーニングKC
- モーニングKCDX
- モーニングオールカラーコミックブック
- モーニングワイドコミックス
- ヤングアニマル
- ヤングアニマルDensi
- ヤングアニマルあいらんど
- ヤングアニマル嵐
- ヤングガンガンコミックス
- ヤングガンガンコミックスSUPER
- ヤングガンガンコミックスデラックス
- ヤングキング
- ヤングキングアワーズ
- ヤングキングコミックス
- ヤングコミック
- ヤングジャンプコミックスDIGITAL
- ヤングチャンピオン・コミックス
- ヤングチャンピオン烈コミックス
- ヤングマガジンKC
- ヤンマガKCスペシャル
- ヤンマガKCデラックス
- ライバルKC
- リイド文庫
- りぼんマスコットコミックスDIGITAL
- ロマンスコミックス
- わぁい！コミックス
- ワイドKC
- ワイドKC Kiss
- ワイドKCアフタヌーン
- ワイドKCモーニング
- ワンダフルBoy’s
- 乙女ハイ！
- 嫁と姑デラックス
- 花とゆめ
- 花とゆめONLINE
- 花とゆめ文系少女
- 角川ChouChouコミックス
- 角川コミックス・エース
- 角川コミックス・エース・エクストラ
- 角川単行本コミックス
- 楽園
- 近代麻雀コミックス
- 九龍コミックス
- 月刊アクション
- 月刊ヤングキング
- 月刊少年チャンピオン
- 幻想コレクション
- 最愛◆カレなび
- 手塚治虫全集
- 狩撫麻礼傑作選
- 秋水社ORIGINAL
- 秋田コミックスCOLLET
- 秋田コミックスエレガンス
- 秋田コミックスサスペリア
- 秋田レディースコミックス
- 秋田文庫
- 週刊女性コミックス
- 週刊少年ジャンプ
- 週刊大衆
- 集英社ホームコミックスDIGITAL
- 少女宣言
- 少年キング
- 少年チャンピオン・コミックス
- 少年チャンピオン・コミックス エクストラ
- 少年チャンピオン・コミックス・エクストラ　もっと！
- 少年チャンピオンコミックス・タップ！
- 少年マガジンKC
- 祥伝社コミックス
- 祥伝社コミック文庫
- 新人物往来社
- 中経☆コミックス
- 中公文庫
- 朝日コミックス
- 朝日コミックス ファンタジーシリーズ
- 朝日コミック文庫
- 朝日文庫
- 電撃G'sコミック
- 電撃コミックス
- 電撃コミックスEX
- 電撃コミックスNEXT
- 電撃ジャパンコミックス
- 百合姫コミックス
- 富士見ファンタジア文庫
- 仏教コミックス
- 別冊フレンド
- 別冊フレンドKC
- 別冊花とゆめ
- 芳文社コミックス
- 魔法のiらんどコミックス
- 漫画アクション
- 漫画大衆
- 眠れぬ夜の奇妙な話コミックス
- 幽COMICS
- 歴史コミック
- 恋するソワレ

### 文芸
- 1000点世界文学大系
- 12カ月のえほん
- 20世紀イギリス小説個性派セレクション
- 21世紀版少年少女古典文学館
- 21世紀版少年少女日本文学館
- ADVENTURE BOOKS
- BRAINZ叢書
- C★NOVELS
- C★NOVELS BIBLIOTHEQUE
- C★NOVELSファンタジア
- CotoBon
- DENGEKI HOBBY BOOKS
- GUMノベルスhistorie
- impress QuickBooks
- Jノベル・コレクション
- KCG文庫
- KCデラックス
- Macmillan Readers
- MF文庫ダ・ヴィンチ
- PHPとっておきのどうわ
- PHPにこにこえほん
- PHPわたしのえほん
- PHP電子
- PHP文芸文庫
- PHP文庫
- Queen's BOOK
- SB文庫NV
- SPA!BOOKS
- TME出版
- TOブックス
- TVガイド文庫
- Voice S
- X文庫スペシャル
- YAMAKEI QuickBooks
- アートブックシリーズ
- あすかコミックスDX
- アスキー書籍
- アドベンチャー　ビジネスブックス
- いるかネットブックス
- エクス・リブリス・クラシックス
- エロ怖ラブダークネス
- エロ怖ラブホラー
- オリジナル入門シリーズ
- カドカワデジタルコミックス
- キイ・ライブラリー
- くずかごの唄
- クリスティー文庫
- クロスカルチャーライブラリー
- ケータイ新書
- ジョイ・ノベルス
- ダ・ヴィンチブックス
- ちくま学芸文庫
- ちくま新書
- ちくま日本文学全集
- ちくま文庫
- デジタル野性時代
- デジタル野性時代EX
- ノン・ノベル
- ハヤカワ・ミステリ
- ハヤカワ・ミステリワールド
- ハヤカワ・ミステリ文庫
- ハヤカワepi文庫
- ハヤカワ文庫FT
- ハヤカワ文庫HM
- ハヤカワ文庫JA
- ハヤカワ文庫NF
- ハヤカワ文庫NV
- ハヤカワ文庫SF
- フジテレビBOOKS
- ぷりっつ電子文庫
- ブルー・ボウ・シリーズ
- ブルーバックス
- ぶんりき文庫
- ホビー書籍部
- マーク・トウェインコレクション
- マガジンハウス文庫
- まなぶっく
- マミーズブック
- ミステリ・フロンティア
- ミステリアス・プレス文庫
- メディアワークス文庫
- ものがたりうむ
- やさいのようせい N.Y.SALAD
- ヤマケイ文庫
- らくらく本
- ルナブックス
- ワイドKC
- 河出文庫
- 河出文庫　文藝コレクション
- 角川ソフィア文庫
- 角川つばさ文庫
- 角川ホラー文庫
- 角川マガジンズ
- 角川学芸出版単行本
- 角川書店単行本
- 角川選書
- 角川短歌ライブラリー
- 角川俳句ライブラリー
- 角川文庫
- 官能ロマン
- 吉川英治歴史時代文庫
- 現代教養文庫ライブラリー
- 五木寛之ノベリスク
- 光人社NF文庫
- 講談社＋α文庫
- 講談社Birth
- 講談社BOX
- 講談社KK文庫
- 講談社MOOK
- 講談社X文庫
- 講談社のお料理BOOK
- 講談社ノベルス
- 講談社学術文庫
- 講談社文芸文庫
- 講談社文庫
- 講談名作文庫
- 山岡荘八歴史文庫
- 寺子屋ブックス
- 室生犀星文学賞
- 実業之日本社文庫
- 集英社e単行本
- 集英社学芸単行本
- 集英社文芸単行本
- 集英社文庫
- 小説屋sari-sari
- 小田実全集
- 祥伝社黄金文庫
- 祥伝社文庫
- 新・ハヤカワ・SF・シリーズ
- 新時代小説文庫
- 新人物文庫
- 世の中への扉
- 青い鳥文庫
- 青空文庫
- 青春小説signal
- 創元SF文庫
- 創元クライム・クラブ
- 創元海外SF叢書
- 創元推理文庫
- 創元日本SF叢書
- 大衆文学館
- 淡海文庫
- 知のトレッキング叢書
- 筑摩叢書
- 中公文庫
- 中公文庫BIBLIO
- 朝日ノベルズ
- 朝日新聞出版
- 朝日文芸文庫
- 朝日文庫
- 痛快　世界の冒険文学
- 当たりすぎて笑える！星座・誕生日占い
- 特選時代小説
- 白水Uブックス
- 富士見L文庫
- 富士見ファンタジア文庫
- 扶桑社BOOKS
- 扶桑社ミステリー
- 扶桑社ロマンス
- 扶桑社文庫
- 文蔵
- 平凡社ライブラリー
- 北欧の絵本シリーズ
- 本の旅人
- 魔法のiらんど
- 魔法のiらんど文庫
- 幽ブックス
- 恋の魔法文庫
- 惑惑星ロマン文庫
- 惑惑星官能文庫
- 惑惑星文庫

### 新書・雑誌・実用書
- 「わかる!」本
- 【PLUS】新書
- 1 THEME×1 MINUTE
- 10分間歴史ダイジェストシリーズ
- 1週間MOOK
- 21世紀の教育学シリーズ
- 3分クッキング
- ADVENTURE BOOKS
- ASAHI PAPERBACKS
- ASCII.jp
- ASシリーズ
- BERET SCIENCE
- BRAINZ叢書
- CAMERA magazine
- CD&DLでーた
- CDブック
- CHANTO
- Como子育てBOOKS
- CONFORTライブラリー
- COSMIC MOOK
- CotoBon
- COURRiER JAPON SELECT
- DAILY ゲキサカ
- design book
- DIGITAL Voice
- Discover Japan
- DOJIN選書
- DOMMUNE BOOKS
- EBMシリーズ
- F5.6
- flick! digital
- Hanako FOR MEN
- HEARTLAND BOOKS
- HUgE
- IGES地球環境戦略研究シリーズ
- impress QuickBooks
- JTBのMOOK
- JTBの交通ムック
- KAWADE夢文庫
- KCデラックス
- KCピース
- KEIO MCC Intelligence Series
- KS医学・薬学専門書
- KS一般書
- KS化学専門書
- KS好きになるシリーズ
- KS情報科学専門書
- KS農学専門書
- MAGon
- MouRa
- NHK団塊スタイル　おとなスタイル
- OtoBon
- PHPエル新書
- PHPサイエンス・ワールド新書
- PHPハンドブックシリーズ
- PHPビジネスライブラリー
- PHPビジネス新書
- PHPビジネス選書
- PHPビジュアル実用BOOKS
- PHPペーパーバックス
- PHP新書
- PHP文芸文庫
- PHP文庫
- PRIMERO（プリメロ）
- R60の教科書
- Rillia
- SB新書
- SB文庫NF
- SEIRINDO BOOKS
- SPA!BOOKS
- STAGE54
- Stylenote nowbooks
- SymBooks
- Think!
- TODAYムック
- TOブックス
- Voice S
- Walker
- with e-Books
- YA心の友だちシリーズ
- アスキークラウド
- アスキー書籍
- アスキー新書
- アダルトブックス
- アドベンチャーブックス　雑学シリーズ
- アドベンチャー健康ブックス
- アドベンチャー恋愛ブックス
- アフタヌーン新書
- アメリカ・アジア太平洋地域研究叢書
- いちご新書
- イチバンやさしい理工系
- イノベーション編集部
- いまから始める大人の趣味入門
- いるかネットブックス
- エイムック
- エディトリアル　一般実用
- エディトリアル　園芸
- エンターブレインムック
- おとなの週末
- オフサイド・ブックス
- オリジナル入門シリーズ
- ガーデニング大好き
- ガーデン・テクニカル・シリーズ
- ガーデン・ライブラリー
- カドカワ・ミニッツブック
- カドカワデジタルコミックス
- カラーブックス
- カラーマナーシリーズ
- カラー自然ガイド
- からだワンテーマシリーズ
- かんたん合格
- きずな出版
- キャンブックス
- クリスティー文庫
- クリティーク叢書
- ケータイ新書
- ケータイ新書SP
- ケセラBOOKS
- ココミル
- コツがわかる本
- ことりっぷ
- ゴルメカ
- これが正解！　ひとり暮らしスタートブック
- これならわかる池坊いけばな
- コロナ・ブックス
- コンフォルト・ライブラリィ
- サイエンス・アイBOOK
- サイエンス・アイ新書
- サイエンスシアターシリーズ
- さきがけ新書
- サテマガBOOKS
- ザテレビジョン
- サラブレBOOK
- サンマーク出版
- シエスタブックス
- しごとハンドブック
- じっぴコンパクト新書
- ジョジョカン
- シリーズ『岡山学』
- シリーズCura
- スッキリわかるシリーズ
- ステレオサウンド
- スポーツ報知特別号
- セレクトBOOKS
- ゼロから学ぶシリーズ
- ダ・ヴィンチブックス
- たちばなベスト・セレクション
- たのしい授業プラン
- タビトモ
- ちくまプリマー新書
- ちくま学芸文庫
- ちくま新書
- ちくま文庫
- できるクリエイター
- できるシリーズ
- できるポケット＋
- できるポケットシリーズ
- できる大事典シリーズ
- デジイチ女子
- トップ専門医の「家庭の医学」シリーズ
- トリイ・ヘイデン文庫
- ナチュリラ別冊
- なっとくシリーズ
- ニッポン放送BOOKS
- ニューズウィーク日本版e-新書
- ニューズウィーク日本版ペーパーバックス
- ネイチャーガイド
- ハイテク選書ワイド
- ハヤカワ・ノンフィクション
- ハヤカワ文庫NF
- ひかりのくに保育ポケット新書
- ビジネスファミ通
- ビジュアル版 自分で防ぐ・治すシリーズ
- ビジュアル文化シリーズ
- ファミ通Books
- フィガロブックス
- フジテレビBOOKS
- プラチナBOOKS
- ぷりっつ電子文庫
- ブルーバックス
- プレミア健康選書
- ベスト×ベストシリーズ
- ペンブックス
- ポストカードブックシリーズ
- ホビー書籍部
- マックピープル
- まっぷる
- まなぶっく
- マミーズブック
- まめたび
- マンガ　こころbooks
- まんだらブックス
- ミニ授業書
- メディアファクトリー新書
- ヤエスメディアムック
- ヤマケイ山学選書
- ヤマケイ文庫
- らくらく健康シリーズ
- らくらく本
- ララチッタ
- リトルランドこどもの本
- ルナブックス
- るるぶDo!
- るるぶ情報版（海外）
- るるぶ情報版（国内）
- るるぶ情報版（目的）
- レグルス文庫
- レゴリスイノベーション
- レタスクラブ
- レタスクラブMOOK
- レタスクラブの本
- ワイン王国
- わかる本
- わが子からはじまるクレヨンハウス・ブックレット
- わしづかみシリーズ
- ワニブックス【PLUS】新書
- 旭屋出版mook
- 一橋ビジネスレビュー
- 一橋ビジネスレビューe新書
- 映画好きなら一度は観ておきたい！淀川長治総監修 クラシック名画解説全集
- 下野新聞新書
- 河出ブックス
- 河出文庫
- 花時間編集部
- 会社と仕事のつくりかた
- 会社四季報
- 会社四季報　業界地図
- 会社四季報プロ500
- 海拓舎出版
- 絵で見る建設図解事典
- 絵で見る建築工程図シリーズ
- 絵で見る工匠事典
- 角川EPUB選書
- 角川oneテーマ21
- 角川SSC
- 角川SSC新書
- 角川ソフィア文庫
- 角川フォレスタ
- 角川マガジンズ
- 角川学芸出版単行本
- 角川書店単行本
- 角川選書
- 角川短歌ライブラリー
- 角川俳句ライブラリー
- 角川文庫
- 楽学ブックス
- 楽楽
- 基本がすぐわかるマナーBOOKS
- 吉備考古ライブラリィ
- 吉備人選書
- 休み時間シリーズ
- 教職教育講座
- 玉川選書
- 近江歴史回廊ガイドブック
- 経営学史叢書
- 建築ライブラリー
- 建築設計資料
- 建築文化シナジー
- 現代ビジネス
- 現代ビジネスブック
- 現代プレミアブック
- 現代基礎心理学選書
- 現代教育101選
- 現代教育問題の法的考察
- 現代教養文庫ライブラリー
- 現代法選書
- 古代の歴史ロマン
- 工科系数学セミナー
- 広島修道大学学術選書
- 講談社　火の鳥伝記文庫
- 講談社＋α新書
- 講談社＋α文庫
- 講談社BIZ
- 講談社MOOK
- 講談社インターナショナル
- 講談社シリーズMOOK
- 講談社のお料理BOOK
- 講談社の実用BOOK
- 講談社パワー・イングリッシュ
- 講談社学術文庫
- 講談社現代新書
- 講談社選書メチエ
- 講談社文芸文庫
- 講談社文庫
- 香り選書
- 高齢者ふれあいレクリエーションブック
- 麹町経済研究所シリーズ
- 最新医学新書
- 阪大リーブル
- 阪南大学翻訳叢書
- 雑学・実用BOOKS
- 雑誌『短歌』
- 雑誌『俳句』
- 山と溪谷社
- 山岳叢書
- 山登りABC
- 私のカントリー別冊
- 寺子屋ブックス
- 寺子屋新書
- 時刻表復刻版
- 滋賀県立大学環境ブックレット
- 写真叢書
- 社会の科学入門シリーズ
- 主婦の友αブックス
- 主婦の友パワフルBOOKS
- 主婦の友ヒットシリーズ
- 主婦の友ベストBOOKS
- 主婦の友ポケットBOOKS
- 主婦の友ミニブックス
- 主婦の友新実用BOOKS
- 主婦の友生活シリーズ
- 手術後・退院後の安心シリーズ
- 趣味の文具箱
- 就職四季報
- 週プレ
- 週刊アスキー
- 週刊東洋経済
- 週刊東洋経済eビジネス新書
- 週刊エコノミストebooks
- 集英社e単行本
- 集英社ビジネス書
- 集英社リビングムック
- 集英社学芸単行本
- 集英社雑誌編集単行本
- 集英社女性誌eBOOKS
- 集英社新書
- 集英社単行本
- 集英社文庫
- 旬の食材
- 諸ガイド
- 諸書籍
- 小田実全集
- 松下幸之助シリーズ
- 祥伝社ムック
- 祥伝社黄金文庫
- 祥伝社新書
- 情報科学セミナー
- 新・ハヤカワ・SF・シリーズ
- 新ハイキング選書
- 新人物往来社
- 新人物文庫
- 諏訪書房新書
- 図解雑学シリーズ
- 図書館とメディアの本
- 数学ガール
- 世の中への扉
- 世界の聖典
- 世界を旅する単語集シリーズ
- 生きもの摩訶ふしぎ図鑑
- 西洋思想叢書
- 青弓社ライブラリー
- 絶対わかる化学シリーズ
- 専門医が図解するシリーズ
- 選抜グルメ
- 爽books
- 増補　続史料大成
- 造景双書
- 村野藤吾のデザイン・エッセンス
- 台湾の風
- 大阪経済大学研究叢書
- 大阪大学新世紀セミナー
- 大阪大学新世紀レクチャー
- 大人の遠足BOOK
- 大人の食卓シリーズ
- 淡海文庫
- 地球のカタチ
- 池坊いけばなシリーズ
- 池坊いけばな添削教室
- 筑摩叢書
- 中経の文庫
- 中経出版
- 中公クラシックス
- 中公新書
- 中公新書ラクレ
- 中公文庫
- 中公文庫BIBLIO
- 中日新聞社出版部
- 朝日新書
- 朝日新聞デジタルSELECT
- 朝日新聞出版
- 朝日選書
- 朝日文芸文庫
- 朝日文庫
- 超麺通団
- 長崎新聞新書
- 長寿社会双書
- 釣り人のための遊遊さかなシリーズ
- 哲学の現代を読む
- 哲学叢書
- 徹底攻略
- 鉄道・秘蔵記録集シリーズ
- 電撃ホビーマガジンbis
- 東洋経済オンラインビジネス新書
- 灯台ブックス
- 日経ビジネス人文庫
- 日経プレミアシリーズ
- 日経文庫
- 日本の釣りシリーズ
- 日本の特別地域
- 燃焼社セクレタリーブックス
- 白水Uブックス
- 美人開花シリーズ
- 富士見ドラゴンブック
- 扶桑社BOOKS
- 扶桑社サブカルPB
- 扶桑社ミステリー
- 扶桑社ムック
- 扶桑社新書
- 扶桑社文庫
- 風ブックス
- 復刊選書
- 仏教的生き方のすすめ
- 平凡社・自然叢書
- 平凡社ライブラリー
- 平凡社新書
- 平凡社選書
- 別冊ESSE
- 別冊JUNON
- 別冊PLUS1 LIVING
- 別冊SPA!
- 別冊すてきな奥さん
- 別冊レオン
- 別冊淡海文庫
- 便利＆スゴワザシリーズ
- 暮らしの正解シリーズ
- 本田靖春全作品集
- 漫画アクション
- 理工学講座
- 立命館大学法学部叢書
- 臨川選書
- 歴史読本
- 恋愛説明書
- 和風建築シリーズ
- 惑惑星文庫
- 廣済堂新書

### ゲーム
- ARCADIA EXTRA
- GAMESIDE BOOKS
- アトラスファミ通
- アルカディア編集部
- エンターブレインムック
- カプコンF
- カプコンファミ通
- コーエーテクモ ゲームコミックス
- ドラゴンコミックスエイジ
- ファミ通Books
- ファミ通Mobage
- ファミ通Xbox 360のムック
- ファミ通Xbox 360の攻略本
- ファミ通クリアコミックス
- ファミ通の攻略本
- ファミ通文庫
- ログインテーブルトークRPGシリーズ
- 角川マガジンズ
- 週刊ファミ通
- 電撃Nintendo
- 電撃PlayStation
- 電撃の攻略本
- 富士見ドラゴンブック

### ガールズ
- A.L.C. DX
- A.L.C. SELECTION
- Akita Comics
- AmieKC
- B's-LOG COLLECTION
- B's-LOG COMICS
- B's-LOVEY COMICS
- B-PRINCE文庫
- BE LOVE KC
- BFPコミック
- BL☆美少年ブック
- BLスイートコミック
- BLスイートノベル
- BL宣言
- BL恋組
- BOYS FAN
- BiBit！
- BiQ
- BitterBoys
- COMIC魔法のiらんど
- CRAFTコミックス
- Charade books
- EDGE COMIX
- F-BOOK COMICS
- Ficus
- Fig
- G-Lish comics
- HertZ&CRAFT
- HertZコミック
- JOURすてきな主婦たち
- K-BOOK BOYS LOVE
- K-BOOK ORIGINAL COMICS
- KATTS-L
- KC Kiss
- KCx(ARIA)
- KCx(ITAN)
- KCなかよし
- KCデザート
- KCフレンド
- KCミミ
- KoiYui（恋結）
- LOVESTORM
- LaLa
- LaLaDX
- LaLaメロディonline
- MARBLE　COMICS
- MAX COMICS DX
- MIU COMICS
- MIU 恋愛MAX COMICS
- Meコミックス
- Miu comics DX
- PADコミックス
- PASH!COMICS
- PHPわたしのえほん
- PINK GOLD
- PIXYCOMIXアクア
- PRIMERO（プリメロ）
- PRINCESS COMICS DX
- PinkyTeens
- Qpa
- SPADEコミックス
- SPARK NOVELS
- Silky
- TL◆蜜姫文庫チュチュ
- TL☆恋乙女ブック
- TLスイートノベル
- TL濡恋コミックス
- XXシリーズ
- ZERO-SUMコミックス
- aQtto!
- b-BOY HONEY
- drap mobile comic
- drapコミックス
- e-choco
- e-moca
- gateauコミックス
- miniSUGAR
- onBLUE COMICS
- qap-L
- ○○なオンナ
- ♂BL♂らぶらぶコミックス
- あおばコミックス
- あすかコミックス
- あすかコミックスCL-DX
- あすかコミックスDX
- おとな◆めるへん
- おとな◆めるへんオンナ
- ねこぷにコミックス
- ひとみコミックス
- ぶんか社コミックス S*girl Selection
- ぶんか社コミックス ホラーMシリーズ
- ぷりっつ電子文庫
- まほろばコミック
- らいむもーど
- りぼんマスコットコミックスDIGITAL
- アイプロダクション/MAHK
- アクアコミックス
- アクションコミックスBoys Loveシリーズ
- アルカナコミックス
- アールコミックス
- ウィングス・コミックス
- ウィングス・コミックス・デラックス
- ウィングス・コミックス文庫
- エトワール★コミック
- エロとろ
- エロほん
- エロ怖ラブダークネス
- エロ怖ラブホラー
- オヤジズム
- カルトコミックスX-Kidsセレクション
- カルト・コミックス HONEYセレクション
- カルト・コミックス sweetセレクション
- カレコレ　彼氏s'コレクション
- ガストコミックス
- ガールズH日記
- クイーンズコミックスDIGITAL
- グループゼロ
- グループゼロ(BL)
- グループゼロ(TL)
- ケータイ新書
- コミックCawaii!
- コミック・アムール
- コミックJUNE
- コンペイトウ書房
- シア
- シガリロ
- シトロンアンソロジー
- シトロンコミックス
- シトロンデジタルコミックス
- ショコラコミックス
- シルエット・ダンフォース
- シルエット・ラブ　ストリーム・エクストラ
- シルフコミックス
- スキして?桃色日記
- ステラ★コミック
- スーパービーボーイコミックス
- セカンドバージン
- セシル文庫
- ゼロコミックス
- ソラルル
- ダイトコミックス
- ダイトコミックス TLシリーズ
- ダメBL
- ダリアLoveコレクション
- ダリアコミックスe
- ダーリンコレクション
- ティアラ文庫
- ディアプラス・コミックス
- ドルチェシリーズ
- ナチュリラ別冊
- ハーレクインSP文庫
- ハーレクインコミックス
- ハーレクイン・アフロディーテ
- ハーレクイン・アフロディーテ・エクストラ
- ハーレクイン・イマージュ
- ハーレクイン・イマージュ・エクストラ
- ハーレクイン・エリザベサン・シーズン
- ハーレクイン・クラシックス
- ハーレクイン・スポットライト
- ハーレクイン・スポットライト・プラス
- ハーレクイン・セレクト
- ハーレクイン・テンプテーション
- ハーレクイン・ディザイア
- ハーレクイン・ディザイア・エクストラ
- ハーレクイン・デジタル
- ハーレクイン・ニローリ・ルールズ
- ハーレクイン・ヒストリカル
- ハーレクイン・ヒストリカル・エクストラ
- ハーレクイン・ヒストリカル・スペシャル
- ハーレクイン・ブレイズ
- ハーレクイン・プレゼンツ　スペシャル
- ハーレクイン・プレゼンツ作家シリーズ
- ハーレクイン・プレゼンツ作家シリーズ別冊
- ハーレクイン・プレリュード
- ハーレクイン・ラブ
- ハーレクイン・リクエスト
- ハーレクイン・リバイバル
- ハーレクイン・ロマンス
- ハーレクイン・ロマンス・エクストラ
- ハーレクイン文庫
- バンブーコミックス Qpaコレクション
- バンブーコミックス 麗人セレクション
- バンブーコミックス　麗人uno!コミックス
- ヒメゴト倶楽部
- ビーズログ文庫
- ビーボーイコミックス
- ビーボーイコミックスデラックス
- ビーボーイデジタルコミックス
- フィリア文庫
- フィールコミックス
- フルール文庫　ブルーライン
- フルール文庫　ルージュライン
- ブリンクコミックスDIGITAL
- プラチナ文庫
- プリンセス・コミックス
- プリンセス・コミックス　プチプリ
- プリンセス文庫
- ボニータコミックス・SPECIAL
- ボニータ・コミックス
- ボニータ・コミックスα
- ボーイズフリーク
- ボーイズラブコレクション
- マッグガーデンコミックス コミックエッセイシリーズ
- マッグガーデンコミックスavarusシリーズ
- マッグガーデンコミックスEDENシリーズ
- マリーローズ文庫
- マーガレットコミックスDIGITAL
- ミリオンコミックス OTONYAN SERIES
- ミルキーバナナ♂
- メロディ
- モバイルBL宣言
- ラブきゅんコミック
- ラブきゅん文庫
- ラブスイーツ
- リアルパラダイス
- レタスクラブ
- ロイヤルキス文庫
- ワイドKC Kiss
- ワンダフルBoy’s
- ヴァニラ文庫
- 一迅社文庫アイリス
- 乙女チック
- 乙女ハイ！
- 乙蜜
- 光彩コミックスBOYS・L
- 別冊フレンド
- 別冊フレンドKC
- 別冊花とゆめ
- 夢中文庫クリスタル
- 夢中文庫ノンフィクション
- 夢中文庫ロマンス
- 妄想女子文庫
- 姫ラブ
- 嫁と姑デラックス
- 小説屋sari-sari
- 小説花丸
- 少女宣言
- 幻想コレクション
- 恋するカラダ
- 恋するカラダBoys
- 恋するソワレ
- 恋の魔法文庫
- 恋愛KISS
- 恋愛LoveMAX
- 恋愛体験CANDY KISS
- 恋愛天国
- 恋愛宣言
- 恋愛説明書
- 悦の森文庫（大航海）
- 最愛◆カレなび
- 朝日文庫
- 桃・色・体・験 幕末ティーンズラブ
- 極上男子F!
- 楽園
- 濡れちゃう本棚
- 男主―DANSH―
- 百合缶
- 眠れぬ夜の奇妙な話コミックス
- 祥伝社コミック文庫
- 禁断ジュテーム
- 秋水社/MAHK
- 秋水社ORIGINAL
- 秋水社オリジナルBLシリーズ
- 秋田コミックスCOLLET
- 秋田コミックスエレガンス
- 秋田コミックスサスペリア
- 秋田レディースコミックス
- 純情男子X!
- 純愛革命G!
- 絶対恋愛Sweet
- 絶対零度X!
- 肌恋BL(コミックノベル)
- 肌恋（コミックノベル）
- 花とゆめ
- 花とゆめONLINE
- 花丸漫画
- 花恋
- 花音コミックス
- 花音コミックスCitaCitaシリーズ
- 虹series
- 蜜愛エスカレーション
- 角川ビーンズ文庫
- 角川ルビー文庫
- 講談社X文庫
- 講談社X文庫ホワイトハート(BL)
- 週刊女性コミックス
- 集英社コバルト文庫
- 集英社シフォン文庫
- 集英社女性誌eBOOKS
- 魔法のiらんど
- 魔法のiらんどコミックス
- 魔法のiらんど文庫
- 麗人uno!
- X文庫スペシャル

### 画集
- B's-LOG COLLECTION
- GA文庫
- KAWADE夢文庫
- KCなかよし
- MF文庫J
- アートブックシリーズ
- カドカワデジタルコミックス
- デジタルMOEOH
- ドラゴンコミックスエイジ
- ファミ通文庫
- 富士見ドラゴンブック
- 富士見ファンタジア文庫
- 朝日新聞出版
- 角川コミックス・エース
- 角川スニーカー文庫
- 角川書店単行本
- 講談社学術文庫
- 講談社＋α文庫
- 電撃コミックス
- 電撃文庫

### 写真集
- CotoBon
- magnetic G
- 角川マガジンズ
- 角川書店単行本
- SPA!BOOKS